# 煌芽木ひかる
煌芽木 ひかる（きらめき ひかる）は、日本のAV女優。

## 略歴・人物
2010年にAVデビュー。

## 出演作品

### アダルトビデオ
2010年
- 素人娘、お貸しします。 VOL.28（5月21日、プレステージ） ※「小松ひかる」名義
- 性欲旺盛な肉食系OLの攻めまくるAFTER5（6月2日、プレステージ）
- Tokyo Street Graffiti 13 （6月2日、ゼットン）
- 人妻 ヒカル（6月15日、光夜蝶）
- フェラチオマエストロ 極上濃厚口内射精集。（6月18日、セックスエージェント）
- 妻恋 今夜人妻が告白します。（7月8日、光夜蝶）
- 学校では見せない桃尻美少女の本性（7月13日、オーロラプロジェクト）
- 全裸の教室（7月15日、ワープエンタテインメント）
- 顔面騎乗されてシコられちゃった!（7月16日、セックスエージェント）
- 現役メイドカフェ店員さん 本番参戦（8月15日、ザック）
- ルームサービス BLACK ROOM SERVICE（8月19日、イエロー）
- 麗しの美人OL4時間 PREMIERE 2（8月20日、BAZOOKA）
- 唾が糸を引くほどにフェラ上手なやりたがりOL ジュエリー会社バイヤー歴4年目（9月10日、アップス）
- 後ろからムギュッって服従させて、最後は谷間にパイズリ挟射（9月15日、ワープエンタテインメント）
- ソノ気二サセタラ、犯ラセテアゲル 撮り下ろし・4時間（9月15日、NON）
- お仕事ちょ〜だい♥（9月24日、ケイ・エム・プロデュース）
- 制服ギャル少女肉壷扱い 21（9月25日、ラマ）
- 噂のあのクスリを素人男性3名にムリヤリ飲ませてデカチンにしたらなぜか痴女に大ウケして平均4.5回も射精させられちゃいました（10月15日、NON）
- チ●ポがふやけるほどシャブるフェラチオ 4時間（10月15日、NON）